# Rauðamýrarfjall
Rauðamýrarfjall är ett berg i republiken Island. Det ligger i regionen Västfjordarna, 190 km norr om huvudstaden Reykjavík. Toppen på Rauðamýrarfjall är 404 meter över havet.
Trakten runt Rauðamýrarfjall är nära nog obefolkad, med mindre än två invånare per kvadratkilometer. Det finns inga samhällen i närheten. Trakten runt Rauðamýrarfjall består i huvudsak av gräsmarker.